# Wilhelm Keilbach
Wilhelm Keilbach (* 10. September 1908 in Ernőháza (deutsch Ernsthausen), Königreich Ungarn, Österreich-Ungarn; † 25. Oktober 1982 in München) war ein deutscher römisch-katholischer Theologe und Religionspsychologe.

## Akademische Laufbahn
Keilbach studierte von 1928 bis 1935 am Germanikum in Rom. 1933 wurde er in Rom zum Priester geweiht; dort erwarb er 1935 auch den Doktorgrad der Theologie. 1937 habilitierte er sich an der Universität Zagreb und wurde dort 1943 zum ordentlichen Professor ernannt; 1955 war er Dekan der Theologischen Fakultät. Im Jahr 1955 wechselte er an die Universität Wien, konnte dort im selben Jahr ein Institut für Religionswissenschaft einrichten – das erste in Österreich –, nahm aber bereits im folgenden Frühjahr einen Ruf an die Ludwig-Maximilians-Universität München an. Als Professor für Systematische Scholastische Philosophie war er in München 1960 und 1961 Dekan der Theologischen Fakultät. Auf Betreiben des evangelischen Theologen und Religionspsychologen Werner Gruehn wurde Keilbach 1961 dessen Nachfolger als Geschäftsführer und Vorstand der Internationalen Gesellschaft für Religionspsychologie. Bis zu seiner Emeritierung 1974 hatte er den Vorsitz der Gesellschaft inne und gab entscheidende Impulse zu ihrer Neuordnung.

## Werke (Auswahl)
- Die Problematik der Religionen : Eine religionsphilosophische Studie mit besonderer Berücksichtigung der neuen Religionspsychologie. Schöningh, Paderborn 1936. (Dissertation)
- Einübung ins philosophische Denken. Hueber, München 1960.
- Religiöses Erleben. Erhellungsversuche in Religionspsychologie, Parapsychologie und Psychopharmakologie. Schöningh, Paderborn 1973.
- Religion und Religionen – Gedanken zu ihrer Grundlegung. Schöningh, Paderborn 1976.

## Auszeichnungen und Ehrungen
- Ehrendoktor der Theologie der Universität Zagreb, 1970
- Ehrendoktor der Theologie der Universität Uppsala, 1975